# Бронепалубные крейсера типа «Зента»
Бронепалубные крейсера типа «Зента» — тип бронепалубных крейсеров австро-венгерского флота. Наиболее удачный тип бронепалубных крейсеров Австро-Венгрии. Построено 3 единицы: «Зента» (нем. Zenta), «Асперн» (нем. Aspern) и «Жигетвар» (нем. Szigetvár). Предназначались для поддержки миноносцев и показа флага.

## Служба
|            | заложен             | спущен               | вступил в строй       | судьба                                                                       |
| ---------- | ------------------- | -------------------- | --------------------- | ---------------------------------------------------------------------------- |
| «Зента»    | 8 августа 1896 года | 18 августа 1897 года | 28 мая 1899 года      | потоплен огнём французских линкоров 16 августа 1914 года близ порта Антивари |
| «Асперн»   | 4 октября 1897 год  | 3 мая 1899 года      | 29 мая 1900 года      | в 1920 году передан Великобритании и продан на слом в Италию                 |
| «Жигетвар» | 25 мая 1899 года    | 29 октября 1900 года | 30 сентября 1901 года | в 1920 году передан Великобритании и продан на слом в Италию                 |